# Лещовка (Кировоградская область)
Лещовка (укр. Лещівка) — село в Перегоновской сельской общине Голованевского района Кировоградской области Украины.
Население по переписи 2001 года составляло 134 человека. Почтовый индекс — 26524. Телефонный код — 5252. Занимает площадь 0,651 км². Код КОАТУУ — 3521484202.